# Ned Daly
Edward «Ned» Daly, född 28 februari 1891 i Limerick, död 4 maj 1916 i Kilmainham Gaol, var en av ledarna för påskupproret i Dublin 1916, och blev avrättad för sin roll där. 
Han föddes i Limerick och var yngre bror till Kathleen Clarke, Tom Clarkes hustru. Hans onkel var John Daly, som deltog i upproret 1867.
Daly var kommendant för 1:a bataljonen i Irish Volunteers Dublinbrigad under upproret. Han var den yngste med så pass hög rang. Bataljonen kommenderades i Four Courts och området väst och norr om centrum där några av de hårdaste striderna stod. Han gav upp med sin styrka den 29 april. Han dömdes till döden i krigsrätten och blev avrättad 4 maj 1916, 25 år gammal. 